# Добрягин, Александр Фёдорович
Алекса́ндр Фе́дорович Добря́гин — советский и российский художник, член Союза художников России, Заслуженный художник России.

## Биография
Родился 6 октября 1944 года в Москве. С 1959 по 1961 гг. учился в художественной школе.
1972 г. — окончил Московское театральное художественно-техническое училище. 1967— 80 гг. работал на киностудии им. Горького. Участвовал в выставках художников киностудии. Ученик известного художника Сорокина Ивана Васильевича.
1977 г. — Вступил в секцию молодых художников и искусствоведов.
С 1980 года — член МСХ.
В 1990 году как актёр снялся в фильме «Бакенбарды» режиссёра Юрия Мамина.
Победитель одного из конкурсов и участник восстановления художественного убранства храма Христа Спасителя.
Работы Александра Фёдоровича находятся в галереях и частных коллекциях Австрии, Германии, Англии, Южной Кореи, а также в частных коллекциях России.

### Роли в кино
- 1990 Бакенбарды (участник Бакенов)

### Фильмография
- 2011 — Профиль убийцы
- 2006 — Потерянные в раю
- 2005 — Семь раз отмерь
- 2004 — Золотая голова на плахе
- 2003 — Трое против всех-2
- 2003 — Сибирочка
- 2002 — Тайный знак
- 1980 — Через тернии к звездам
- 1978 — Замурованные в стекле
- 1977 — Солдат и слон
- 1976 — Принцесса на горошине
- 1976 — Пока бьют часы
- 1975 — Центровой из поднебесья
- 1974 — Иван да Марья